# Guisando
Guisando – gmina w Hiszpanii, w prowincji Ávila, w Kastylii i León, o powierzchni 38,33 km². W 2011 roku gmina liczyła 564 mieszkańców.